# Ostertagia trifurcata
Ostertagia trifurcata är en rundmaskart som beskrevs av Ransom 1907. Ostertagia trifurcata ingår i släktet Ostertagia och familjen Trichostrongylidae. Arten är reproducerande i Sverige. Inga underarter finns listade i Catalogue of Life.